# Kebumen (Baturraden)
Kebumen is een plaats en bestuurslaag (kelurahan) in het onderdistrict (kecamatan) Baturraden in het regentschap Banyumas van de provincie Midden-Java, Indonesië. Kebumen telt 2930 inwoners (volkstelling 2010).